# Chromolucuma
Chromolucuma é um género botânico pertencente à família Sapotaceae.